# Reinhard Treptow
Reinhard Treptow (ur. 28 listopada 1892, zm. ?) – niemiecki as myśliwski z czasów I wojny światowej z 6 potwierdzonymi zwycięstwami powietrznymi.
Reinhard Treptow na początku wojny służył w 2 Pułku Artylerii Polowej (1 Pomorskim) (1. Pommersches Feldartillerie-Regiment Nr. 2). Do Luftstreitkräfte został przeniesiony w 1915 roku. Po przejściu szkolenia w Fliegerersatz Abteilung Nr. 5 25 października 1915 roku został przydzielony do FA(A) 207. W jednostce służył do marca 1917 roku.  Następnie został przeniesiony do walczącej w Macedonii jednostki myśliwskiej Jagdstaffel 25.
Pierwsze potwierdzone zwycięstwo powietrzne odniósł 9 maja 1917 roku nad balonem obserwacyjnym. Do lipca 1918 roku odniósł łącznie 6 zwycięstw powietrznych. Od połowy lipca 1918 roku został przeniesiony do Kest 4.
Powojenne losy Reinharda Treptowa nie są znane.